# تقويم صيني

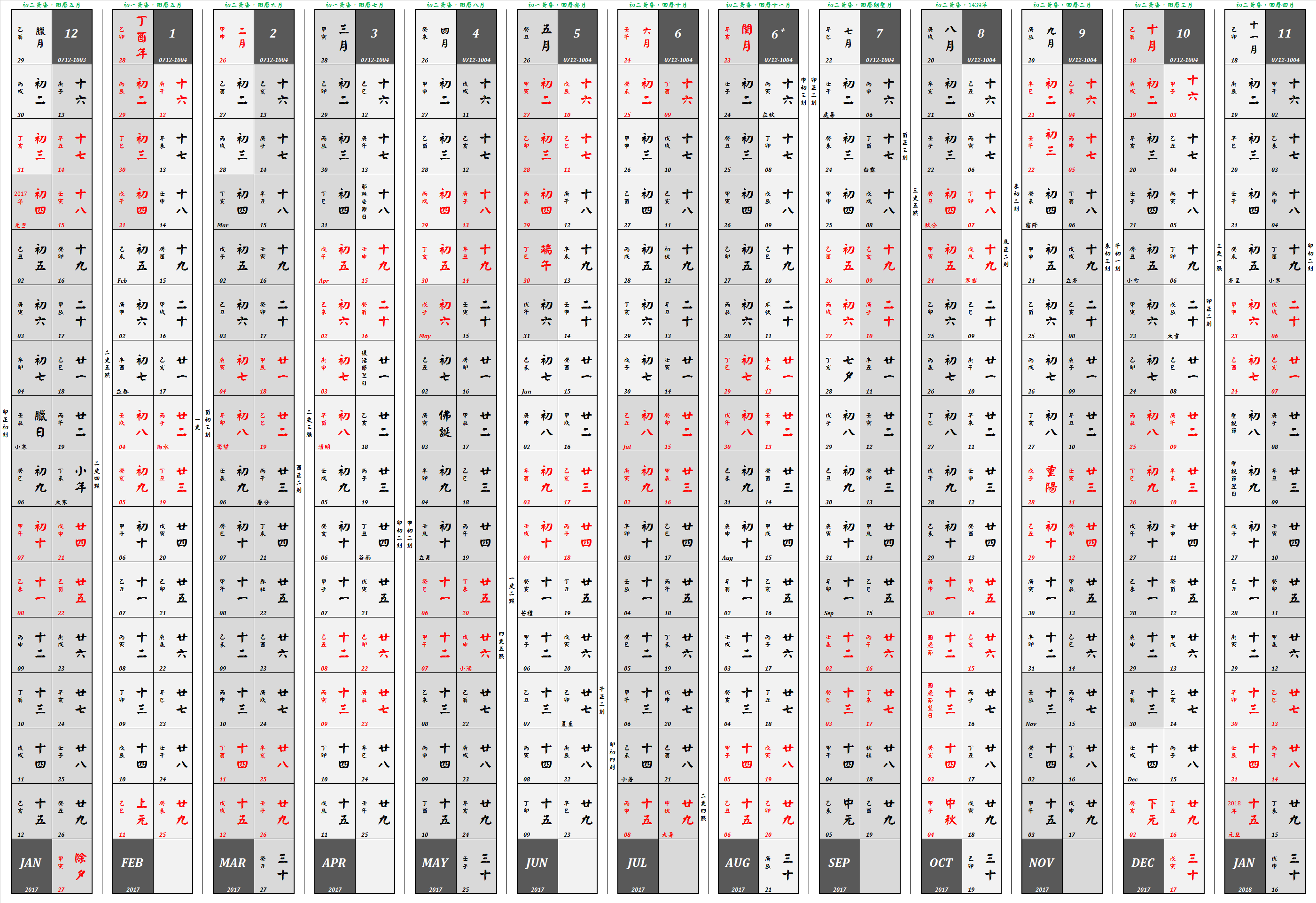

التقويم الصيني أو التقويم الزراعي أو تقويم الزراعة تقويم شمسي قمري أي أنه يعتمد على دورتي الشمس والقمر. لكل سنة في التقويم الصيني اسم محدد فمثلاً سنة 4706 بالتقويم الصيني بدأت في 26 يناير 2009 وانتهت في 14 فبراير 2010، وأُطلق عليها اسم سنة البقرة. ويطلق اسم أحد الحيوانات على السنة.

## أسماء السنوات في التقويم
| اسم السنة | بداية السنة القمرية الصيني بالميلادي | ما يعادلها بالتقويم الميلادي | التاريخ الصيني القمري |
| --------- | ------------------------------------ | ---------------------------- | --------------------- |
| النمر     | 28 كانون ثاني                        | 1998                         | 4695                  |
| الارنب    | 16 شباط                              | 1999                         | 4696                  |
| التنين    | 5 شباط                               | 2000                         | 4697                  |
| الافعى    | 24 كانون ثاني                        | 2001                         | 4698                  |
| الحصان    | 12 شباط                              | 2002                         | 4699                  |
| الكبش     | 1 شباط                               | 2003                         | 4700                  |
| القرد     | 22 كانون ثاني                        | 2004                         | 4701                  |
| الديك     | 9 شباط                               | 2005                         | 4702                  |
| الكلب     | 29 كانون ثاني                        | 2006                         | 4703                  |
| الخنزير   | 18 شباط                              | 2007                         | 4704                  |
| الجرذ     | 7 شباط                               | 2008                         | 4705                  |
| الثور     | 26 كانون ثاني                        | 2009                         | 4706                  |

ويتم تكرار هذه التسميات مرة أخرى من جديد، أي سنة النمر ثم الأرنب والتنين وهكذا. ويزعم الصينيون أن كل مواليد سنة لهم صفات من تلك الحيوانات،
فمواليد سنة التنين يمتازوا بالشجاعة، ومواليد سنة الخنزيز بالحكمة، وسنة الديك بالغرور، والحصان بالقوة، والأفعى بالغدر، والغنم بالطاعة.

## التوقيت
التوقيت المعتمد من سنة 1949 م هو توقيت العاصمة بكين، التي تقع على خط طول 120 شرقا، وفرق التوقيت عن جرينتش 8 ساعات، ولكن من سنة 1929 - 1949 م كان توقيت مدينة نانجينغ هو المعتمد والتي تقع على خط طول 116 شرقا وفرق التوقيت 7 ساعات 45 دقيقة 40 ثانية.
اليوم في التقويم الصيني مقسم إلى 12 ساعة أي كل ساعة تعادل ساعتين في التوقيت العالمي.

## دخول التقاويم الأجنبية
مع أن الصين محافظة على تراثها وأن التقويم الصيني كان مستعملاً منذ أكثر من ألفي سنة، إلا أنه اختفى بعد فترة:
- 618 - 907م: دخل التقويم الهندوسي إلى المنطقة وبدأ استعماله جنبًا إلى جنب مع التقويم الصيني.
- 1206 - 1368م: دخل التقويم الإسلامي إلى المنطقة بنفس طريقة التقويم الهندوسي.
- 1582م: دخل التقويم الميلادي إلى المنطقة في نفس السنة التي دخل إلى أوروبا.
- 1912م: أصبح التقويم الميلادي رئيسيًا في المنطقة وبدأ التقويم الصيني بالاختفاء.

## اقرأ أيضا
- السنة الصينية الجديدة
- مهرجان منتصف الخريف